# Mambo No. 5
"Mambo No. 5" é uma canção dance originalmente composta e gravada por Pérez Prado em 1949.
A popularidade da canção foi reconhecida com o sample de Lou Bega da versão original, lançado sob o mesmo nome no primeiro álbum de Bega, A Little Bit of Mambo. A canção foi um hit nos Estados Unidos, Reino Unido e Austrália, onde ela alcançou a posição #1 em 1999. Ela permaneceu em #1 na Austrália por oito semanas, se tornando o single mais vendido no país naquele ano. Ela também atingiu o topo de vários países da Europa, e marcou um recorde após ficar no topo da parada musical da França por 20 semanas (inclusive mais tempo do que qualquer single que tenha sido #1 nos EUA, Reino Unido ou no próprio United World Chart), e alcançou a posição #3 da parada norte-americana Billboard Hot 100. Ela foi anunciada como sendo a 48ª canção de maior sucesso de todos os tempos.
Foi eleita pela revista Rolling Stone como sendo a 6º canção mais irritante da história da música.

## Garotas do mambo
A lista seguinte contém todos os nomes que são pronunciados por Lou Bega na canção:
- Angela
- Pamela
- Sandra
- Rita
- Monica
- Erica
- Tina
- Mary
- Cassandra
- Jessica

## Videoclipe
O videoclipe mostra Lou Bega cantando e dançando com flappers, provavelmente uma homenagem à música das décadas de 1920 e 1930. Constantemente ele pode ser visto com um círculo branco ao fundo. Clipes de filmes e documentários mostrando assuntos relacionados ao jazz como bandas com grandes trompetas podem ser vistos no vídeo.

## Formatos e faixas
| CD single 1. "Mambo No. 5" (Edição de Rádio) - 3:39 2. "Mambo No. 5" (Versão Estendida) - 5:14 | CD Maxi single 1. "Mambo No. 5" (Edição de Rádio) - 3:39 2. "Mambo No. 5" (Versão Estendida) - 5:14 3. "Mambo" (Havanna Club Mix) - 5:48 4. "Mambo" (The Trumpet) - 6:01 |

## Desempenho nas paradas

### Posições
| Top (1999)                         | Melhor posição |
| ---------------------------------- | -------------- |
| Alemanha                           | 1 (11x)        |
| Argentina                          | 1              |
| Austrália - Parada de Singles ARIA | 1 (8x)         |
| Áustria                            | 1 (9x)         |
| Bélgica (Flanders)                 | 1 (6x)         |
| Bélgica (Wallonia)                 | 1 (9x)         |
| Brasil - Hot 100 Singles           | 1 (2x)         |
| Canadá - Hot 100 Singles           | 1              |
| Dinamarca                          | 1              |
| Espanha                            | 1              |
| EUA - Billboard Hot 100            | 3              |
| Europa - Eurochart Hot 100 Singles | 1 (16x)        |
| Finlândia                          | 1 (5x)         |

| Top (1999)                              | Melhor posição |
| --------------------------------------- | -------------- |
| França                                  | 1 (20x)        |
| Holanda                                 | 1 (7x)         |
| Irlanda                                 | 1 (3x)         |
| Itália                                  | 2              |
| Japão - Parada de Singles Oricon        | 5              |
| México                                  | 1              |
| Noruega                                 | 1 (8x)         |
| Nova Zelândia - Parada de Singles RIANZ | 1 (4x)         |
| Reino Unido - UK Singles Chart          | 1 (2x)         |
| Suécia                                  | 1 (7x)         |
| Suíça                                   | 1 (11x)        |
| United World Chart                      | 1 (6x)         |